# Narses (sacelário)
Narses (em grego: Ναρσής) foi um oficial bizantino do século VI, ativo no reinado dos imperadores Justino II (r. 565–578) e Tibério II (r. 574–582).

## Nome
Narses é a forma helenizada e latinizada do nome. Em armênio, ocorre como Nerses. A atestação mais antiga do nome ocorre nos Feitos do Divino Sapor, uma inscrição trilíngue do reinado do xainxá sassânida Sapor I (r. 240–270). Em parta é registrado como Narsēs e em pálavi como Narsē. O nome deriva do avéstico Nairyō saŋha-, que literalmente significa "o de muitos discursos", ou seja, o mensageiro divino.

## Vida
A julgar por seu nome, Narses devia ter uma origem armênia. De acordo com Coripo, era alto e belo e uma figura estimada na corte por sua coragem e honestidade. No fim de 565, foi citado por Coripo como guarda-costas de Justino II, e segundo João de Epifânia serviu nessa função com o título de protoespatário. Sabe-se que também serviu como cubiculário e sacelário no mesmo período. Em 1 de janeiro de 566, esteve presente na cerimônia de nomeação do imperador ao consulado. Em algum momento durante o reinado de Justino, fundou a Casa de Narses e o Mosteiro de Cátaros, em Constantinopla. Também é conhecido por ter reparado parte das muralhas de Teodósio. No outono de 581, foi enviado por Tibério II (r. 574–582) como emissário aos ávaros. Viajou por mar seguindo a costa do mar Negro, mas seu navio foi perdido e Narses adoeceu e morreu pouco depois de aportar no rio Danúbio.